# Nakladatelství Olympia
Nakladatelství Olympia, a.s., je české nakladatelství, které se tradičně věnuje především literatuře související se sportem a volným časem, i když jeho záběr se od 60. let 20. století postupně rozšířil. Bylo založeno roku 1954 jako podnik Československého svazu tělesné výchovy, který vydával jak knihy, tak i sportovně zaměřená periodika. V roce 1991 bylo nakladatelství transformováno na akciovou společnost. V důsledku rozpadu Československa v roce 1993  pak přešlo do majetku Českého svazu tělesné výchovy.
V roce 2000 nakladatelství sídlilo v Praze 1, Klimenstské ulici 1 a téhož roku vydalo více než 3000 publikací. Řada z nich byla řazena do edic (např. edice Atletika, ze starších A-Z na cesty).